# Sarare (Venezuela)
Sarare è una città del Venezuela, capoluogo del Comune di Planas, appartenente allo Stato di Lara. Si trova nel sud-est dello Stato, sulla pianura del fiume Sarare. Fu fondata nel 1716 come San Antonio mercantile Sarare da frate Pietro de Alcalá. Nel censimento del 2011, Sarare contava 16.395 abitanti.

## Geografia
Sarare è il capoluogo del comune di Simón Planas, situato nel sudest dello Stato di Lara, molto vicino allo Stato di Portuguesa. Ha il 46,37% della popolazione totale del comune e si trova in una valle che divide la formazione andina e va dal nord di Yaritagua ad Acarigua. La regione è relativamente montuosa e presenta formazioni che sono una continuazione della Cordigliera Andina. Nei pressi di Sarare si trovano diverse fumarole, la più importante delle quali è il cosiddetto Vulcano di Fumo.